# Espaço (sinal)
Na escrita em geral, um sinal de espaço — também conhecido como espaço em branco, espaço tipográfico ou simplesmente espaço — refere-se ao caractere invisível que é representado por um intervalo unitário vazio.
Seus usos mais frequentes incluem servir de espaçamento entre duas palavras, entre números, servir de recuo de texto (espaço entre a margem de um documento e uma sequência de um ou mais caracteres visíveis) etc.
Em computação, geramos este caractere ao pressionarmos a barra de espaço do teclado. Nos sistemas operacionais Microsoft Windows®, outra maneira de gerar este caractere é usando a combinação de teclas ALT+255 ou ALT+32 (segurar ALT e digitas 255 ou 32, respectivamente, utilizando o teclado numérico).

## Línguas naturais
O português moderno utiliza o espaço como um padrão para separar palavras. No entanto, nem todas as línguas utilizam o espaço entre palavras. Ele não era utilizado para separar palavras em latim até por volta de 600 d.C. Embora a língua coreana moderna utilize espaço, tradicionalmente as línguas CJK não o utilizam. É o caso da língua chinesa e da língua japonesa modernas, principalmente quando escritas com kanji.

## Use em linguagens naturais

### Entre palavras
O inglês moderno usa um espaço para separar palavras, mas nem todas as linguagens seguem essa prática. Os espaços não foram usados para separar palavras em latim até aproximadamente 600 a 800 dC.  Hebraico Antigo e Árabe  usou  espaços, em parte para compensar com clareza a falta de vogais.